# Roche Anglaise
Roche Anglaise est un îlet de Guyane, un des îlets de Rémire, appartenant administrativement à Rémire-Montjoly.